# Барыбино (станция)
Бары́бино — железнодорожная станция Павелецкого направления Московско-Курского региона Московской железной дороги в городском округе Домодедово Московской области. Основана в 1900 году. Расстояние до Павелецкого вокзала — 57 км. Время движения до Москвы-Павелецкой составляет от 50 (экспресс) до 77 минут, до станции Домодедово — около 20 минут.
На станции 2 пассажирских платформы и 4 основных пути. Платформы соединены пешеходным мостиком и оборудованы турникетами с 2014 года.
К западу от станции расположен бывший посёлок (ныне — микрорайон города Домодедово) Барыбино, в честь которого станция и названа, а к востоку — деревня Гальчино.